# رينيه كلوستر
رينيه كلوستر (بالإنجليزية: René Closter)‏‏ (15 ديسمبر 1952 في لوكسمبورغ - ) شخصية أعمال من لوكسمبورغ.